# Časová osa války Izraele s Hamásem (prosinec 2023)
Toto část časové osy války Izraele s Hamásem. Obsahuje časové období od 1. prosince do 31. prosince 2023.

## Pátek 1. prosince
V 7 hodin ráno místního času, v okamžiku, kdy skončilo Katarem, Egyptem a USA dojednané příměří, obnovil Izrael bojovou činnost v Pásmu Gazy. Izrael navíc obvinil Hamás z porušení podmínek příměří poté, co před 7 hodinou ranní bylo z Gazy odpáleno několik raket proti Izraeli. Izraelské letectvo následně provedlo sérii náletů na cíle v Pásmu Gazy. Cílem izraelských útoků se stal jih Pásma Gazy a Chán Júnis. Podle představitelů Hamásu je za ukončení příměří zodpovědný Izrael, neboť zahájil na severu Pásma Gazy vojenské operace. Podle izraelských a palestinských představitelů zodpovědných za výměnu rukojmí a vězňů je na vině patová situace v jednání.
IOS vyzvaly civilisty některých oblastí v Pásmu Gazy k opuštění bojových zón.

## Sobota 2. prosince
Během noci provedlo izraelské letectvo řadu náletů v Pásmu Gazy. Pozemní boje se odehrávaly v Gaze a v okolí Chán Júnis.
Při náletu zahynul další z vyšších velitelů Hamásu Wissam Farhat, velitel praporu Šejaja.
IOS vyzvaly palestinské obyvatele Chán Júnis, aby v zájmu vlastní bezpečnosti opustili místa bojů a přesunuli se do tzv. bezpečných zón. Výzvu kritizovaly jak humanitární organizace, tak šéf UNRWA s tím, že všechny bezpečné oblasti jsou již přeplněné.
Během operace v Džabalíji jednotky IOS podle vlastního vyjádření likvidovaly infrastrukturu Hamásu včetně podzemních tunelů. Jeden ze vstupů do tunelu byl nalezen na dvoře místní školy.

## Neděle 3. prosince
Podle IOS zaútočila izraelská letadla na více než 50 cílů v Chán Júnis, izraelské námořnictvo útočilo na námořní infrastrukturu Hamásu. Další nálety IOS podnikly v severní části Pásma Gazy na infrastrukturu Palestinského islámského džihádu (PID). Palestinské ozbrojené skupiny podnikly raketové útoky na kibuci Cholit a Sufa.
Podle IOS byl během náletu izraelského letectva zabit Hajtham Hawajri, velitel praporu Šatí v Hamásu a jeden ze strůjců palestinského útoku na Izrael ze 7. října.

## Pondělí 4. prosince
Izraelské obrněné jednotky zahájily postup do jižní části Pásma Gazy a během dne operovaly v okolí Chán Júnisu. Během noci provedlo izraelské letectvo nálety na asi 200 cílů patřících Hamásu. Boje pokračovaly i v severní části Pásma Gazy. Izraelské jednotky ničily infrastrukturu Hamásu v Bajt Hanúnu, další útoky byly vedeny na pozorovací stanoviště Hamásu na pobřeží Gazy. Palestinské skupiny během dne zaútočily raketami na Ramat Gan, Aškelon, Beer Ševu a další obce v Izraeli. Podle Hamásu při izraelské vojenské kampani zahynulo více než 15 500 osob, podle některých předpokladů jsou mezi oběti zahrnuti i zabití palestinští bojovníci či osoby, které zahynuly při selhání palestinských raket.

## Úterý 5. prosince
Podle IOS izraelské jednotky pronikly do centra Chán Júnisu, další izraelské jednotky včetně příslušníků speciální jednotky Šajetet 13 zaútočili v Džabalíji na velitelství Hamásu pro tuto oblast. Podle IOS zahynulo během pozemní ofenzivy k 5. prosinci 82 izraelských vojáků. Podle tvrzení Brigád Izz ad-Dína al-Kassáma napadli jejich bojovníci izraelské jednotky jak v okolí Chán Júnisu, tak přímo ve městě. Podle tohoto tvrzení také po postupujícími izraelskými jednotkami odpálili tunel naplněný výbušninami. K útokům proti izraelským jednotkám v okolí Chán Júnis se hlásí i Jeruzalémské brigády.
Podle náčelníka štábu IOS Herciho Haleviho má izraelská armáda v úmyslu zatopit síť tunelů Hamásu v Pásmu Gazy mořskou vodou. Podle amerických úředníků zřídila IOS poblíž uprchlického tábora al Šatí 5 velkých vodních čerpadel schopných zaplavit tunely během týdnů.

## Středa 6. prosince
Podle IOS provedla izraelská armáda v posledním dni na 250 útoků proti infrastruktuře Hamásu a Palestinského islámského džihádu. Podle IOS byly ve dvou školách na severu Pásma Gazy nalezeny zbraně.
Podle izraelského premiéra Benjamina Netanjahua se izraelské síly v Chán Júnisu zaměřují na vyhledání a likvidaci vůdců Hamásu včetně Jahjá Sinvára. Podle palestinského ministerstva počty mrtvých na palestinské straně stouply na 16 015, Izrael oznámil, že od začátku pozemní operace zahynulo 85 izraelských vojáků.
Palestinské ozbrojené skupiny útočily na postupující izraelské jednotky východně od Chán Júnis, přičemž podle ISW používají palestinští bojovníci stále sofistikovanějších způsobů boje. Izraelské jednotky tak čelí nejen útokům RPG, tříštivým granátům a minometům, ale i řízeným demolicím objektů, kolem kterých se pohybují. Další boje probíhaly i v Džabalíji poblíž nemocnice Kamal Idwan, severně od Džabalíje v Bajt Lahíja i ve východní části Gazy, kde se jednotky IOS ocitly pod útokem Jeruzalémských brigád.
IOS oznámily, že protiraketový systém Arrow zachytil nad Rudým mořem raketu typu země-země. Předpokládá se, že byla vystřelena z Jemenu. Podle IOS se raketa nedostala do izraelského vzdušného prostoru a nepředstavovala pro izraelské obyvatelstvo ohrožení.

## Čtvrtek 7. prosince
Podle tvrzení IOS příslušníci Hamásu umisťují odpaliště raket vypouštěných proti Izraeli v těsném sousedství se stany palestinských uprchlíků či přímo v zařízeních OSN.
Mluvčí IOS řekl, že izraelské jednotky prolomily obranu Hamásu a postupují do centra. Během bojů se podle mluvčího zmocnily základny Hamásu a úkrytu zbraní.
Generální tajemník OSN António Guterres se odvolal na článek 99 Charty OSN, podle kterého může RB OSN informovat o záležitostech ohrožujících mezinárodní mír a bezpečnost, přičemž situaci v Pásmu Gazy nazval humanitární katastrofou. Během izraelské kampaně zahynulo podle palestinského ministerstva zdravotnictví více než 16 200 osob, většinou žen a dětí a více než 42 000 osob bylo zraněno (ministerstvo nerozlišuje úmrtí civilistů a bojovníků), podle OSN bylo vysídleno asi 1 870 000 osob. Podle IOS bylo během bojů zabito 87 izraelských vojáků a asi 5 000 palestinských militantů (bez zdůvodnění, jak IOS k tomuto počtu dospěly).
Podle serveru Novinky začal Izrael zaplavovat tunely pod uprchlickým táborem Šátí mořskou vodou. Nelze však určit, zda se jedná o zahájení již avizovaného plánu či o testy pumpování vody. Objevily se ale zároveň obavy o podmáčení budov a jejich následného zřícení či znehodnocení podzemních vod a půdy solí.

## Pátek 8. listopadu
Izraelské jednotky pokračovaly v postupu v Chán Júnis. Při svém postupu se střetly s příslušníky Brigád Izz ad-Dína al-Kassáma. Východně od Chán Júnis byly izraelské jednotky napadeny minometnou palbou vedenou příslušníky Jeruzalémských brigád a severovýchodně od Chán Júnis se Izraelci dostali do minometné palby Brigád národního odporu a Brigád Abú Alího Mustafy. V Dajr al Balah, ve střední části Pásma Gazy napadly izraelské jednotky pozice Praporu Dajr al Balah, součásti Centrální brigády Hamásu.
Při izraelském bombardování byla zničena Velká mešita Omari, nejstarší mešita v Gaze. Podle palestinského ministerstva pro turismus provádí Izrael ničení kulturního dědictví záměrně a cíleně.

## Sobota 9. listopadu
Vysoký představitel izraelského ministerstva obrany sdělil, že... izraelská armáda potřebuje další 3 až 4 týdny, aby dokončila svou současnou ofenzivu v Chán Júnis v jižní Gaze, a podobnou dobu poté, aby dokončila první fázi války proti Hamásu.
Na internetu se objevily záběry z Bajt Lahíja, na kterých je skupina mužů sedících na ulici ve spodním prádle a hlídaných izraelskými vojáky. Podle IOS byli zadrženi při pátrání po příslušnících Hamásu. Podle BBC jsou na záběrech mezi zadrženými i novináři či pracovníci OSN, což podle Izraele ovšem neznamená, že nejsou příslušníky Hamásu.

## Neděle 10. prosince
Podle tvrzení Hamásu izraelské letectvo bombardovalo okolí Chán Júnisu a silnici vedoucí k hraničnímu přechodu Rafah.
Podle palestinského ministerstva zdravotnictví bylo v Pásmu Gazy dosud zabito 18 000 osob. Podle Izraele bylo zabito asi 7 000 příslušníků palestinských militantních skupin včetně řady velitelů. Od začátku války IOS napadly více než 22 000 cílů a z toho 3 500 od ukončení příměří 1. prosince.
Podle izraelské televize Kan a německého deníku Bild se vůdci Hamásu Jahjá Sinvárovi podařilo uprchnout z Gazy humanitárním koridorem a nyní se skrývá v Chán Júnis.

## Pondělí 11. prosince
Jednotky IOS pokračovaly v postupu v jižní části Bajt Lahíja a Šuhája, silný odpor kladou palestinské milice v Chán Júnis. Podle tvrzení Brigád Izz ad-Dína al-Kassáma jsou izraelské obrněné jednotky napadány protitankovými zbraněmi. Severně od Chán Júnis se izraelské jednotky střetly s Brigádami národního odporu. Izraelský ministr obrany Jo'av Galant řekl, že Hamás v jižní části Pásma Gazy... je stále vojensky organizován. Oproti tomu prapory Hamásu Džabalíja a Šuhája jsou... na pokraji demontáže. To podle ISW znamená, že je díky ztrátám vážně omezena schopnost plnit přidělené úkoly, ale jednotka nadále zůstává schopná činnosti.
Raketa vypálená z Pásma Gazy zasáhla budovu v Cholonu, ve středním Izraeli, jedna osoba byla zraněna.
Útok Hamásu na své pozice překazili izraelští vojáci. Stalo se tak poté, co obdrželi informaci o chystaném útoku. Ozbrojení příslušníci Hamásu byli napadeni při vystupování ze šachty tunelu. Následná střelba byla příčinou exploze výbušniny v šachtě.
IOS oznámily, že za poslední měsíc v Pásmu Gazy zadržely více než 500 bojovníků Hamásu a PID. Podle nejmenovaného izraelského zdroje IOS zadržuje v evakuovaných oblastech všechny muže ve vojenském věku, neboť u nich předpokládá, že jsou bojovníci palestinských milicí. Ředitel Human Rights Watch pro Izrael a Palestinu prohlásil, že... izraelský zákon o nezákonných útocích... umožňuje zadržovat na neurčito.

## Úterý 12. prosince
IOS podle vlastního tvrzení pokračují ve snižování schopnosti palestinských milicí provádět palebné útoky na Izrael. V Chán Júnis byl obsazen muniční sklad obsahující 250 raket, minometů a RPG. V Chán Júnis byla také zničena továrna na zbraně. V oblasti Chán Júnis pokračují těžké boje, Brigády Izz ad-Dína al-Kassáma, Jeruzalémské brigády a PID podle svých prohlášení podnikly řadu raketových a minometných útoků na postupující izraelské jednotky. Zároveň byly Palestinci provedeny nejméně 4 raketové útoky na Izrael.
Valné shromáždění OSN odhlasovalo rezoluci požadující okamžité humanitární příměří v Pásmu Gazy. Pro bylo 153 států, proti hlasovalo 10 zemí včetně USA, Česka či Rakouska.
Devět izraelských vojáků zahynulo v Pásmu Gazy během jediného střetnutí. Čtyři vojáci zahynuli poté, co padli do léčky palestinských militantů, dalších pět bylo zabito při následné záchranné operaci. Mezi zabitými je i plukovník Ben Bassat, dosud nejvyšší důstojník, který zahynul od začátku pozemní operace.
Podle mluvčího IOS bylo od začátku pozemní operace zabito 105 izraelských vojáků, z čehož 13 úmrtí bylo zaviněno tzv. přátelskou palbou a 7 úmrtí v důsledku nehod.
Podle palestinského ministerstva zdravotnictví izraelské jednotky po několikadenním ostřelování vstoupily do nemocnice Kamal Adwan.

## Středa 13. prosince
Podle IOS izraelská armáda během dne zaútočila na 250 cílů v Pásmu Gazy. Izraelští vojáci nyní operují v tunelech a snaží se lokalizovat bunkry a velitelská stanoviště Hamásu. Základna Hamásu byla zničena v Bani Šuhejla východně od Chán Júnis. Podle palestinských milicí byly izraelské jednotky napadeny v Gaze ve čtvrtích Šejk Radwan, Rimal, Šuhája a Zajtún. V Chán Júnis byly izraelské jednotky napadeny z prostoru školy. Podle izraelského tvrzení byl v blízkosti školy objeven podzemní komplex. Během dne provedly palestinské milice 5 palebných útoků proti Izraeli.
IOS začaly pumpovat do sítě tunelů vybudovaných Hamásem mořskou vodu. Izraelská armáda tvrzení nekomentovala. Podle některých odborníků by zaplavení celé sítě trvalo týdny.
USS Mason reagovala v Rudém moři na nouzový signál tankeru Ardmore Encouter. Podle CENTCOM (centrální velitelství armády USA, zodpovědné za operace na Středním východě a okolí) se na palubu pokusily proniknout příslušníci Hútiú. Po tomto nezdařeném pokusu byly na loď vypáleny z oblasti Jemenu kontrolované Hútíi dvě střely, které obě loď minuly. USS Mason následně sestřelil bezpilotní prostředek vypuštěný z oblasti kontrolované Hútíi.

## Čtvrtek 14. prosince
Podle IOS probíhaly intenzivní boje v Gaze, ve čtvrtích Šuhája a Zajtún, kde se izraelské jednotky střetly s palestinským praporem Šuhája, součástí Hamásu. Příslušníci Brigád Izz ad-Dína al-Kassáma kladli odpor postupujícím izraelským jednotkám na jihu Gazy. Izraelské obrněné jednotky byly napadány protipancéřovými zbraněmi včetně RPG. K útokům na izraelské jednotky se také přihlásily Jeruzalémské brigády, PID a Brigády Abú Alího Mustafy. Podle vlastního tvrzení IOS zadržely izraelští vojáci 70 ozbrojených palestinských bojovníků opouštějících nemocnici Kamal Adwan. Podle Izraele Hamás využívá tuto nemocnici jako vojenskou základnu. V Necarimu byly izraelské jednotky napaden příslušníky Jeruzalémských brigád, příslušníci Brigád Izz ad-Dína al-Kassáma útočili v oblasti Bajt Lahíja a v oblasti Chán Júnis. Během dne byly provedeny dva palebné útoky na Izrael z Pásma Gazy.
Podle amerických expertů necelá polovina střel, které izraelská armáda vypálila na Pásmo Gazy byla neřízená. Tyto tzv. hloupé bomby představují zvýšené riziko pro civilní obyvatelstvo. Mluvčí IOS se k tvrzení odmítl vyjádřit.
Kontejnerová loď Maersk Gibraltar, plující pod vlajkou Hongkongu byla v průlivem v průlivu Báb el-Mandeb cílem střely vypálené z části Jemenu kontrolovaného Hutíi. Raketa loď nezasáhla a explodovala v moři.
Podle IOS padlo k dnešnímu dni od počátku pozemní operace v Pásmu Gazy 115 izraelských vojáků.

## Pátek 15. prosince
Izraelským jednotkám se podařilo ve čtvrti Šuhája, v Gaze zničit hlavní velitelství Praporu Šuhája podřízenému Hamásu. Ve čtvrti ale nadále pokračovaly střety mezi Palestinci a Izraelci. Další boje probíhaly v Gaze ve čtvrtích Zajtún a Tuffah. Boje probíhaly také ve čtvrti Šejk Radwan, jihozápadně od Džabalíje a Jeruzalémské brigády hlásí provedení útoků v Bajt Lahíja. Na severu Pásma Gazy, v Juhor ad Dik se izraelské jednotky střetly s příslušníky Brigád Izz ad-Dína al-Kassáma. V jižní části Pásma Gazy IOS pokračovaly v útocích proti palestinským militantům v Chán Júnis a Rafahu.
Na severu Gazy zabili příslušníci izraelské armády omylem 3 rukojmí, kterým se podařilo uprchnout ze zajetí. Rukojmí byli zabiti přes to, že mávali bílou vlajkou. Mluvčí IOS přiznal, že izraelská armáda nese za toto zabití zodpovědnost.
Katarská zpravodajská agentura Al-Džazíra obvinila Izrael z cíleného zabíjení novinářů Al-Džazíry a jejich rodinných příslušníků. Stalo se tak po zabití kameramana Al Džazíry Samera Abudaqa a členů jeho rodiny při izraelském útoku na školu v Chán Júnis.
Dvě obchodní lodě, Al Jasrah a Pallatium 3 byly během dne zasaženy palbou z Jemenu, z části ovládané Hutíi. Al Jasrah zasáhl bezpilotní prostředek, Pallatium 3 zasáhly dvě balistické střely. Obě lodě bylo poškozeny, nikdo ale nebyl zraněn.

## Sobota 16. prosince
Jednotky IOS byly napadeny bojovníky Hamásu v Juhor ad Dik ve střední části Pásma Gazy. Od 3. prosince se jedná o několikátý útok, který naznačuje, že palestinské oddíly jsou v centrální části Pásma Gazy plně bojeschopné. Nemocnice Kamala Adwana v Džabalíji sloužila podle IOS jako vojenský areál. V samotné Džabalíji došlo k dalším bojům mezi palestinskými bojovníky a izraelskými vojáky. K bojům došlo také v Šuháji a Šejk Radwan. V jižní části Pásma Gazy zaútočily příslušníci Brigád Izz ad-Dína al-Kassáma a Jeruzalémských brigád na izraelské jednotky severovýchodně od Chán Júnis. Severně od Chán Júnis palestinské jednotky stále ztěžují izraelský postup.
Podle armády USA torpédoborec USS Carney sestřelil v oblasti Rudého moře 14 dronů vypuštěných z Hútíi ovládané části Jemenu. Britská válečná loď HMS Diamond sestřelila 1 dron. Podle egyptských médií egyptská armáda sestřelila 1 neidentifikovatelný dron poblíž Dahabu v Akabském zálivu.
Izraelský ministr obrany Jo´av Galant a náčelník GŠ Herci Halevi přijali osobní odpovědnost za smrt 3 rukojmí zabitých izraelskými vojáky. Rukojmí byli zabiti v důsledku porušení jak trvalého rozkazu, který zakazuje izraelským vojákům střílet na vzdávající se osoby, tak z důvodu porušení přímého rozkazu, kterým důstojník střílejícím vojákům opakovaně nařídil nestřílet.

## Neděle 17. prosince
Při izraelských raketových útocích na uprchlický tábor Džabálija zahynulo podle palestinského ministerstva zdravotnictví 90 osob.
Podle IOS byl v Pásmu Gazy nalezen dosud největší tunel vybudovaný Hamásem. Začínal v Gaze a ústil několik stovek metrů od hraničního přechodu Erec. Tunel se nachází 50 metrů pod zemí, je vysoký až 3 metry, měří 4 km a je dostatečně velký pro průjezd vozidel.
Poprvé od útoků ze 7. října byl otevřen hraniční přechod Kerem Šalom na jihu Pásma Gazy. Přechod byl otevřen pro průjezd vozidel s humanitární pomocí.

## Pondělí 18. prosince
Podle IOS izraelské jednotky získaly kontrolu nad centrem čtvrti Šuhája v Gaze. Nadále čelily útokům palestinských ozbrojenců vyzbrojených RPG či podomácku vyrobenými náložemi. Podle jednoho z velitelů IOS je Šuhája stále pevnou baštou Hamásu. V Bajt Hanún byla podle IOS zničena palestinská jednotka o velikosti praporu včetně velitelských a kontrolních center. V Bajt Lahíja, v severní části Pásma Gazy provedly příslušníci palestinských milicí několik útoků proti izraelským jednotkám, včetně útoku protitankovou řízenou střelou Kornet. V Chán Júnis podnikly Jeruzalémské brigády útok na izraelské jednotky a zničily kvadroptéru IOS. Ve východní a severní části Chán Júnis podnikly Brigády Izz ad-Dína al-Kassáma minometné útoky proti izraelským jednotkám. Jednotka speciálních sil IOS zničila v Chán Júnis Hamásu výrobnu dronů. V centrální části Pásma Gazy, v oblasti Rafahu udržuje Hamás podle IOS jednotky o síle 5 brigád. Jejich likvidace zabere podle IOS několik měsíců.
Spojené státy oznámily zahájení Operace Prosperity Guardian, jež má za úkol ochranu obchodních lodí proplouvajích Akabským průlivem a Rudým mořem před útoky Hútíů. Operace zahrnuje USA, Spojené království, Kanadu, Francii, Itálii, Nizozemsko, Norsko, Seychely, Bahrajn a Španělsko.

## Úterý 19. prosince
Podle IOS se izraelským jednotkám na severu Pásma Gazy podařilo zničit 3 prapory Hamásu, 500 palestinských bojovníků hlásících se k Hamásu a PID se izraelským jednotkám vzdalo v uprchlickém táboře Džabalíja. Ve čtvrti Šuhája v Gaze nalezly IOS IED umístěné na klinice. V Gaze izraelští vojáci pokračovali v prohledávání tunelového systému. Byla nalezena velitelská centra, komunikační místnosti a skladiště zbraní. V Tal al Zaatar, severně od uprchlického tábora Džabalíja zaútočili příslušníci Brigád Izz ad-Dína al-Kassáma na izraelské jednotky termobarickými raketami. Přímo v uprchlickém táboře podnikly útok na Izraelce Brigády mučedníků al-Aksá. K dalším útokům Brigád Izz ad-Dína al-Kassáma došlo jižně od Gazy. Podle Brigád Izz ad-Dína al-Kassáma zabily jejich nastražené nálože v Chán Júnis dva izraelské vojáky. K minometnému útoku na izraelské dělostřelecké jednotky došlo východně od Chán Júnis.
Podle palestinského ministerstva zdravotnictví bylo od 7. října v Pásmu Gazy 19 667 osob a zraněno 52 586 osob. Ministerstvo nerozlišuje mezi civilisty a ozbrojenci. Do těchto počtů jsou zahrnuty i oběti nehod palestinských raket v Pásmu Gazy. Podle Izraele IOS zabili více než 7 000 palestinských militantů. Počet izralekých vojáků zabitých při pozemní operaci v Pásmu Gazy stoupl na 131.
Při izraelském leteckém útoku byl v Rafahu zabit finančník Subhi Ferwana podílející se prostřednictvím řady obchodních činností a finančních transakcí na financování činnosti Hamásu.

## Středa 20. prosince
Boje mezi izraelskými jednotkami a palestinskými ozbrojenými skupinami probíhaly v Bajt Hanúnu, Džabalíji, v Zajtúnu v Gaze a Chán Júnis. Izraelské jednotky byly napadány jak prostřednictvím ručních zbraní, tak protitankovými zbraněmi. V Chán Júnis izraelské jednotky objevily podzemní infrastrukturu ústící do domů vedoucích představitelů Hamásu a skladiště zbraní.
Ředitel nemocnice Kamála Adwána v Gaze přiznal využívání prostor zařízení Hamásem. V objektu nemocnice měli své kanceláře někteří vysocí velitelé Hamásu a sloužili zároveň jako základna pro vojenské operace. V prostorách se údajně nacházel zajatý izraelský voják. Někteří z lékařů byli zároveň operativci Hamásu.
Podle WHO nefunguje v na severu Pásma Gazy žádná nemocnice. Důvodem je nedostatek paliva, personálu a zdravotnického materiálu. Dalších 36 nemocnic v Pásmu Gazy funguje jen částečně. Minimálně funkční nemocnicí na severu Pásma Gazy je nemocnice Alí Arab Hospital.
Podle listu The Washington Post... důkazy předložené izraelskou vládou... nedokazují, že Hamás používal nemocnici [al Šífa] jako velitelské a řídící centrum...

## Čtvrtek 21. prosince
IOS uvedly, že získaly plnou kontrolu nad čtvrtí Šejája v Gaze. V této čtvrti proběhly jedny z nejprudších bojů od začátku izraelské pozemní ofenzivy. IOS dále uvedly, že byly zničeny desítky tunelových šachet včetně úkrytů se zbraněmi včetně velitelství praporu Šejája, který je součástí Hamásu.
IOS vedly boje proti praporu Nusejrat patřící do sestavy Hamásu v centrální části Pásma Gazy, pro palestinské ozbrojené skupiny relativně bezpečného útočiště. Palestinské militantní organizace se snažily zabránit izraelským jednotkám v postupu do střední části Pásma Gazy. V Mughraqa byly napadeny izraelské obrněné jednotky RPG. Podle IOS prapor Šuhája ve stejnojmenné čtvrt... téměř neútočí. Podle IOS se tak děje z důvodu zničení tohoto praporu. Boje v této čtvrti nicméně pokračují. Podle Brigád mučedníků Al Aksá jejich bojovníci útočily proti izraelským jednotkám. Jeruzalémské brigády a Brigád Izz ad-Dína al-Kassáma se přihlásily k útokům na izraelské jednotky v Džabalíji a stejnojmenném uprchlickém táboře. Podle mluvčího IOS byli zabiti 4 ze 7 vyšších velitelů Hamásu pro severní část Pásma Gazy. Brigády Izz ad-Dína al-Kassáma a Brigády mučedníků Al Aksá zaútočily na izraelské jednotky severně a východně od Chán Júnis i v samotném městě.
Podle mluvčího IOS izraelská armáda od ukončení příměří 1. prosince zabila v Pásmu Gazy přes 2 000 příslušníků palestinských ozbrojených skupin.
Okolo 30 raket bylo z Pásma Gazy odpáleno směrem na Tel Aviv. Proti raketovému útoku zasahoval protiraketový systém Iron Dome. Podle Ireny Kalhousové se tento počet zdá překvapivý vzhledem k tomu, jak je izraelská vojenská operace v Pásmu Gazy v pokročilém stádiu.

## Pátek 22. prosince
Při kombinované akci se izraelským pozemním jednotkám podařilo s leteckou podporou obsadit areál Hamásu v Bajt Hanún. V areálu byly zajištěny zbraně, munice a vojenský materiál IOS, který se Palestincům podařilo ukořistit při nájezdu na Izrael 7. října. V Bajt Hanún izraelské jednotky také čelily útoku palestinských bojovníků vedeným z tunelové šachty v místní škole. Ve čtvrti Rimal, v Gaze příslušníci IOS nalezli rozsáhlý podzemní komplex používaný vůdci i vojenskými velitel Hamásu. Útokům příslušníků Brigád Izz ad-Dína al-Kassáma a PID čelily IOS východně od Džabalíje. Západně od Džabalíje na izraelské jednotky útočili příslušníci Brigád Abú Alího Mustafy. V Chán Júnis izraelské jednotky zajistily v tunelech velké množství zbraní, uniforem a dalšího vojenské materiálu. Při náletech izraelského letectva v Chán Júnis bylo zabito několik vojenských velitelů Brigád Izz ad-Dína al-Kassáma.
Během jediného náletu zahynulo v Gaze 76 členů jedné rodiny. Podle pracovníků civilní obrany v Gaze jsou mezi mrtvými jak ženy a děti, tak i pracovníci OSN. Nálet byl jedním z nekrvavějších od začátku války.

## Sobota 23. prosince
Brigádní generál Mohammad Réza Naghdí, vysoký velitel íránských Revolučních gard pohrozil rozšířením útoků na obchodní lodě do Středozemního moře a Gibraltarského průlivu. Stalo se tak krátce poté, co bylo komerční plavidlo částečně vlastněné izraelským majitelem zasaženo u pobřeží Indie.
IOS poprvé ve své historii vyslaly do přímých bojů v Pásmu Gazy vojačky.
Jako nedostatečnou označila řada mezinárodních organizací Rezoluci RB OSN o posílení humanitární pomoci pro Pásmo Gazy a vytvoření podmínek pro udržitelné zastavení nepřátelství, pro kterou hlasovalo 13 členů RB, přičemž USA a Rusko se zdržely. Rezoluce zároveň požadovala... umožnění okamžité, bezpečné a neomezené poskytování humanitární pomoci. Podle generálního tajemníka OSN Antonia Guterrese je humanitární příměří... jediný způsob, jak začít uspokojovat zoufalé potřeby lidí v Gaze...., potřebu okamžitého příměří zopakoval i WHO Tedros Adhanom Ghebreyesus. Podle organizace Lékaři bez hranic toto opatření zoufale zaostává za potřebou. Podle Agnés Callamardové, generální tajemnice Amnesty International... nestačí nic jiného, než okamžité příměří.

## Neděle 24. prosince
Podle IOS vedly izraelské jednotky v Chán Júnis boj na blízko. Podle izraelského premiéra B. Netanjahua... tohle bude dlouhá válka. Budeme bojovat až do konce.
IOS oznámily ukončení likvidace rozsáhlé sítě tunelů pod uprchlickým táborem Džabalíja. V části této sítě byla začátkem prosince nalezena těla 5 rukojmí, tří vojáků a dvou civilistů. Tunely se nacházely ve dvou úrovních a rozprostírala se na prostoru 1 km čtverečného. Jedna ze šachet ústila v domě bývalého velitele brigády Hamásu v severní části Pásma Gazy Ahmeda Ghandoura zabitého minulý týden. V šachtě bylo nalezeno velké množství zbraní a vojenského materiálu.
Podle izraelských médií izraelská vláda zvažuje egyptský návrh, jak ukončit válku. Zvažována je i možnost netrvat na fyzické likvidaci vůdců Hamásu v Pásmu Gazy Jahjá Sinvára a Muhammada Dífa, ale jejich vyhoštění. Plán nebude mít ale negativní dopad na primární cíl Izraele, totiž na zničení vojenských kapacit Hamásu v Pásmu Gazy.
Podle palestinského ministerstva zdravotnictví při izraelském náletu na uprchlický tábor Al-Maghází ve střední části Pásma Gazy zahynulo 70 osob. K útoku došlo pozdě večer. Podle ministerstva byly zasaženy tři domy, úplně zničen byl jeden obytný blok. Podle BBC izraelská armáda prověřuje zprávu o útoku.
Počet izraelských vojáků padlých během pozemní operace v Pásmu Gazy stoupl na 159.

## Pondělí 25. prosince
Podle palestinského ministerstva zdravotnictví se počet palestinských obětí války zvýšil na 20 674. Podle IOS se počet obětí v izraelské armádě od začátku pozemní ofenzivy zvýšil na 156.
Hamás i Palestinský islámský džihád odmítly egyptský třífázový plán na zajištění trvalého příměří, neboť nezahrnuje okamžité stažení izraelských jednotek z Pásma Gazy. Proti se postavil i Izrael, neboť plán počítá se zachovám vojenské a politické přítomnosti Hamásu v Pásmu Gazy, cože se podle izraelského premiéra Netanjahua... rovná porážce Izraele.
Podle tvrzení Hamásu napadly jeho milice termobarickými raketami izraelské základny. Brigády Izz ad-Dína al-Kassáma a PID dále střelbou z ručních zbraní zaútočili na izraelské jednotky v Gaze. V Chán Júnisu pokračovaly boje mezi Izraelci a Palestinci za použití ručních zbraní, minometů a RPG. Podle vyjádření IOS izraelské jednotky v Chán Júnis pokračovaly v ničení infrastruktury Hamásu, včetně tunelů či betonárky sloužící pro výrobu betonu na výstavbu tunelů. Během dne provedly palestinské milice dva minometné útoky směrem do jižního Izraele.

## Úterý 26. prosince
Podle izraelského ministra obrany J. Galanta na Izrael... útočí na sedmi frontách [Gaza, Libanon, Sýrie, Judea, Západní břeh Jordánu, Irák, Jemen a Írán] na šesti útočí Izrael. Izraelské ztráty stouply na padlých 158 vojáků od začátku pozemní operace v Pásmu Gazy.
Podle IOS používal Hamás indonéskou nemocnici v Džabálii jako velitelské centrum. V objektu byly nalezeny zbraně, ale i vozidlo, kterým byli z Izraele 7. října uneseni někteří rukojmí. V obsazených školách v Gaze objevili izraelští vojáci sebevražedné IED ukryté v taškách s logem UNRWA. V Bureji, ve střední části Pásma Gazy čelily izraelské jednotky ozbrojencům z Brigád Izz ad-Dína al-Kassáma, PID a Brigád národního odporu. V Chán Júnis bylo podle IOS při náletu zabito 10 bojovníků Hamásu. Během dne provedly palestinské milice 5 raketových útoků na jižní Izrael.
Během noci zaútočilo izraelské letectvo na 100 cílů v Pásmu Gazy. V Džabalíji byla zlikvidována skupina palestinských militantů instalující výbušné systémy.

## Středa 27. prosince
Izraelská armáda zahájila postup do střední části Pásma Gazy. Podle mluvčího IOS se boje rozšířily do uprchlických táborů Burej, Magází a Nusejrat. Izrael vyzval obyvatele těchto táborů, aby oblasti bojů opustili. Izraelské letectvo zároveň pokračovalo v bombardovací kampani v severní a jižní části Pásma Gazy.
Pod izraelskou dělostřeleckou palbou se ocitly oblasti v okolí měst Rafah, al-Fochari a východně od Chán Júnis. 60 osob se podle očitých svědků pohřešuje po zásahu třípatrové obytné budovy v Gaze.
Počet izraelských vojáků padlých během pozemní ofenzivy stoupl na 164. Podle palestinského ministerstva zdravotnictví počet zabitých Palestinců stoupl na 21 110.

## Čtvrtek 28. prosince
V severní části Pásma Gazy, v Darajia a Tuffahu pokračovaly boje mezi izraelskými jednotkami a palestinskými ozbrojenci. Při tzv. vyčišťovacích operacích čelili izraelští vojáci útokům bojovníků Brigád Izz ad-Dína al-Kassáma a Jeruzalémských brigád. V Gaze příslušníci IOS zničili šestikilometrový tunel. Ve střední části Pásma Gazy útočili příslušníci palestinských skupin na Izraelce v Bureji. V Chán Júnis útočili na izraelské jednotky příslušníci Brigád Izz ad-Dína al-Kassáma, Jeruzalémských brigád, Brigád mučedníků Al-Aksá a Brigády mučedníka Abu Ali Mustafy. Během dne podnikli Palestinci 3 palebné útoky proti izraelskému území.
Počet izraelských vojáků padlých během pozemní ofenzivy stoupl na 167. Podle palestinského ministerstva zdravotnictví počet zabitých Palestinců stoupl na 21 320.
Lodě amerického vojenského námořnictva během dne v jižní části Rudého moře sestřelily dron a protilodní balistickou střelu. Ty byly vyslány z Hútíi ovládané části Jemenu. Podle velitelství americké armády CENTCOM nebylo žádné z civilních plavidel zasaženo. Od 19. října šlo již o 22. pokus Hútíú o zasažení plavidel v Rudém moři.

## Pátek 29. prosince
Podle velení Brigád Izz ad-Dína al-Kassáma zaútočily jeho oddíly v Daraji a Tuffahu na 20 izraelských cílů. Neposkytly k tomu ale bližší informace, což podle analytiků naznačuje, že má problémy s komunikací se svými jednotkami. Ztrátu kontaktu s některými jednotkami připustil i PID. IOS oznámily rozšiřování operací v Chán Júnis, aniž sdělily, co to znamená. Podle dalšího vyjádření byla během leteckého útoku zneškodněna buňka Hamásu v Chán Júnis. K bojům mezi izraelskými jednotkami a palestinskými oddíly došlo i v okolí Chán Júnis. Během dne došlo ke 4 palebným útokům proti Izraeli z Pásma Gazy, přičemž 3 z nich si nárokovaly Jeruzalémské brigády.

## Sobota 30. prosince
Příslušníci Brigád Izz ad-Dína al-Kassáma, Jeruzalémských brigád a Brigád mučedníků Al-Aksá se přihlásili k útokům protitankovými zbraněmi na izraelské jednotky ve čtvrtích Daraj a Tuffah v Gaze. Dalším útokům palestinských milicí čelily izraelské jednotky ve čtvrtích Šuhája a Šejk Iljin. Jihovýchodně od čtvrti Zajtún v Gaze provedly Brigády Izz ad-Dína al-Kassáma a Jeruzalémské brigády kombinovaný útok na izraelské síly zahrnující minomety a rakety. V Bajt Lahíja izraelští vojáci zajistili větší množství zbraní. Ve čtvrti Šejk Radwan odpálili palestinští bojovníci výbušninu zaměřenou na izraelské obrněné jednotky. Podle tvrzení IOS v Bureji útočili Palestinci na Izraelce z prostoru školy, kde se ukrývaly ženy a děti, využívajíc je tak jako živé štíty. V Chán Júnis se izraelským jednotkám podařilo obsadit velitelství vojenské rozvědky Hamásu. Zajištěna bylo také operační velitelství Jeruzalémských brigád. Další boje probíhaly jak v okolí Chán Júnis, tak v samotném městě. Palestinci během dne provedli minimálně dva palebné útoky proti Izraeli.

## Neděle 31. prosince
V Bajt Lahíja se příslušníkům Brigád Izz ad-Dína al-Kassáma podařilo zničit izraelský průzkumný dron. Ve čtvrtích Tuffah a al Daraj v Gaze podnikli Palestinci útoky proti postupujícím izraelským jednotkám. Brigády Izz ad-Dína al-Kassáma tvrdily, že proti izraelským jednotkám použily nálože EFP Šawaz. V Džabalíji a ve čtvrti Šejk Radwan nebyly hlášeny žádné palestinské útoky, což by mohlo být vysvětleno hlášením Palestinců o krátkodobé ztrátě spojení s některými jednotkami. K útokům prostřednictvím nastražených náloží naopak došlo na severu a jihu Gazy a ve čtvrti Šuhája. V Chán Júnis se Izraelcům podařilo zachytit začátek palestinského útoku vedené z tunelové šachty a palestinské bojovníky zlikvidovat. Brigády Izz ad-Dína al-Kassáma podle svého tvrzení v Chán Júnis podnikly 3 minometné útoky proti izraelským jednotkám, další útoky si nárokovaly Brigády národního odporu a Brigády al Násir Salah al Din, militantní křídlo Výborů lidového odporu. Brigády Izz ad-Dína al-Kassáma vypálily velkou salvu raket směřujících na Tel Aviv. Zároveň zveřejnily video představující raketový arzenál včetně raket dlouhého doletu.
IOS oznámily, že z bojů v Pásmu Gazy bude postupně staženo 5 brigád. Mluvčí IOS D. Hagari řekl, že... armáda provádí úpravy svého rozmístění v Gaze v očekávání dlouhé války, která je před námi.